# 김승래 (프로게이머)
김승래(1995년 1월 28일 ~ )은 대한민국의 전직 카트라이더 프로게이머로 아이디는 Cosu를 사용했다.
이전에는 카트라이더 지도자, 카트라이더 러쉬플러스 지도자, 게임 해설가로 활동했다.

## 선수 시절
2012년, 넥슨 카트라이더 15차리그에 참가하면서 커리어를 시작했다. 개인전 17위를 기록했다. 16차리그에 프리지아 소속으로 32강 탈락을 기록했다.
2013년, 17차리그에 원투펀치 소속으로 준결승 탈락을 기록했다.
2014년, 시즌 제로를 앞두고 SL 모터스포츠에 입단하여 4위를 기록했다. 배틀 로얄 시즌을 앞두고 HK록타이트에 입단하여 8위를 기록했다.
이후, 군 입대를 위해 선수 생활을 중단했다.
2018년, 듀얼 레이스 3 시즌을 앞두고 PENTA WHEELS에 입단하여 팀전 6위, 개인전 10위를 기록했다.
2019시즌을 앞두고 FANTASTICK에 입단했다. 2019-1 시즌 팀전 5위, 개인전 7위를 기록했다. 이후 팀이 해체되었다.
2019년 7월 10일, 긱스타에 입단했다. 2019-2 시즌 팀전 6위, 개인전 16위를 기록했다.
2020시즌을 앞두고 OZ 게이밍과 선수 겸 지도자로서 재계약을 체결하여, 차기 시즌에는 개인전에만 참가할 예정이다. 2020-1 시즌 개인전 24위를 기록했다. 이후 팀이 해체되었다.
2020-2 시즌에는 개인전에만 참가하여 16위를 기록했다.
2020년 11월 22일, 자신의 인터넷 방송을 통해 은퇴를 선언했다. 이에 따라 지도자 역할에 전념할 것을 알렸다.
2023년 3월, ReBoot에서 활동하게 되어 선수로서 복귀했다. 프리시즌1 팀전 7위, 개인전 14위를 기록했다. 프리시즌2 개인전 20위를 기록했다.

## 지도자 시절
2020시즌을 앞두고 OZ 게이밍의 코치로 부임했다. 2020-1 시즌 팀전 7위를 기록했다. 이후 팀이 해체되었다.
2021시즌을 앞두고 Frozen의 감독으로 부임했다. 2021-1 시즌 팀전 5위를 기록하는데 기여하면서, 최초로 포스트시즌에 진출한 아마추어팀 감독이라는 과업을 달성했다. 이후 팀이 해체되었다.
2021년 6월, NTC 크리에이터즈의 총감독으로 부임했다. KRL 2021-2 시즌에는 팀전 본선에 진출하지 못했다. KRPL 2021-1 시즌에 팀전 우승을 달성했다. KRL 2021 수퍼컵 시즌에는 팀전 5위를 기록했다. KRPL 2021-2 시즌에 팀전 우승을 달성했다. 이후 팀이 해체되었다.
2023시즌을 앞두고 선수로 복귀하면서, 지도자로서 은퇴했다.

## 소속팀

### 선수
| # | 팀명          | 소속 기간                 | 소속 리그 | 비고  |
| - | ------------- | ------------------------- | --------- | ----- |
| 1 | SL 모터스포츠 | 2014                      | KRL       |       |
| 2 | HK록타이트    | 2014                      | KRL       |       |
| 3 | PENTA WHEELS  | 2018                      | KRL       |       |
| 4 | 긱스타        | 2019.07.10. ~ 2020.05.22. | KRL       | [ 2 ] |
| 5 | ReBoot        | 2023.03.26. ~ 2023.05.14. | KDL       |       |

### 지도자
| # | 팀명             | 직책         | 소속 기간                 | 소속 리그 | 비고 |
| - | ---------------- | ------------ | ------------------------- | --------- | ---- |
| 1 | OZ 게이밍        | 코치 겸 선수 | 2019.12.24. ~ 2020.05.22. | KRL       |      |
| 2 | Frozen           | 감독         | 2021                      | KRL       |      |
| 3 | NTC 크리에이터즈 | 총감독       | 2021.06.04. ~ 2021.12.21. | KRPL KRL  |      |

## 수상 내역

### 지도자
- 2021 신한은행 헤이영 카트라이더 러쉬플러스 리그 시즌 1 팀전 우승 (NTC 크리에이터즈)
- 2021 신한은행 헤이영 카트라이더 러쉬플러스 리그 시즌 2 팀전 우승 (NTC 크리에이터즈)